# Koetshuis Rusthoek
Het koetshuis van buitenhuis Rusthoek is een rijksmonument aan de J.F. Kennedylaan 100 in Baarn, in de provincie Utrecht. Het koetshuis staat aan de westzijde van villa Rusthoek.
Op een gevelsteen staat: Den eersten steen gelegd door Anna Elisabeth van Heemstra den 6den Oct. 1852. Dat betekent dat het koetshuis ouder is dan de bijbehorende huidige Villa Rusthoek. 
Op de plek waar vroeger de dubbele inrijdeur zat, is nu een glazen pui geplaatst. Op de verdieping zitten twee halfronde vensters en een loggia met Dorische zuilen. Boven de loggia is een hijsbalk. De gevels zijn geel bepleisterd, de zijgevels zijn van hout. Het koetshuis is een tijdlang als opslagplaats gebruikt door tapijtknoperij De Cneudt, tegenwoordig wordt het gebruikt als kantoor en bedrijfsrestaurant.